# Abida partioti
Abida partioti е вид коремоного от семейство Chondrinidae.

## Разпространение
Видът е разпространен в Испания и Франция.